# Folketeatret
El Folketeatret (Teatre del Poble) és un teatre situat al carrer Nørregade de Copenhaguen. Va obrir les portes al públic el 18 de setembre de 1857 i, actualment, és un dels teatres més antics de Dinamarca. El fundador del teatre va ser Hans Wilhelm Lange que el va dirigir fins a la seva mort, l'any 1873. Altres directors remarcables han estat Thorvald Larsen (1935-59) i, sobretot, Preben Harris (1971-2001). Durant aquests primers 150 anys de vida del Folketeatret, han desfilat pel seu escenari la majoria d'artistes de l'escena de Copenhaguen.